# Stazione di Olmeneta
Stazione di Olmeneta vasútállomás Olaszországban, Lombardia régióban, Olmeneta településen.

## Vasútvonalak
Az állomást az alábbi vasútvonalak érintik:
- Brescia–Cremona-vasútvonal
- Treviglio–Cremona-vasútvonal

## Kapcsolódó állomások
A vasútállomáshoz az alábbi állomások vannak a legközelebb:
- Stazione di Cremona (Treviglio–Cremona-vasútvonal, Brescia–Cremona-vasútvonal, dél)
- Stazione di Robecco-Pontevico (Brescia–Cremona-vasútvonal, észak)
- Stazione di Casalbuttano (Treviglio–Cremona-vasútvonal, északnyugat)